# شمبانزي الشرق
شمبانزي الشرق هو تحت نوع من الشمبانزي العام. يتواجد في جمهورية أفريقيا الوسطى والسودان، جمهورية الكونغو الديمقراطية، أوغندا، رواندا، زامبيا، بوروندي، تنزانيا.